# Rex Ingram (réalisateur)
Pour les articles homonymes, voir Rex Ingram.
Reginald Ingram Montgomery Hitchcock, plus connu sous le nom de Rex Ingram, (né le 15 janvier 1892 à Dublin, en Irlande et mort le 21 juillet 1950 à Los Angeles) est un réalisateur américain d'origine irlandaise, .

## Biographie
Émigré aux États-Unis à l'âge de 19 ans, Rex Ingram étudie la sculpture avant d'entrer à l'Edison Company où il est à la fois directeur artistique, metteur en scène, acteur, homme à tout faire. Sa carrière commence réellement en 1921, lorsque, grâce à l'aide de la scénariste June Mathis, il entre à la Metro-Goldwyn-Mayer pour diriger Les Quatre Cavaliers de l'Apocalypse avec Rudolph Valentino.
Cet énorme succès commercial lui permettra de réaliser librement The Conquering Power, une adaptation d'Eugénie Grandet en 1921, Le chemin de l'honneur, Scaramouche et nombre de films.
La direction de Ben Hur lui ayant été refusée, Ingram quitte Hollywood avec sa femme, l'actrice Alice Terry. Il s'installe sur la Côte d'Azur et dirige les studios de la Victorine de 1924 à 1930. Il modernise ces studios et fait construire une villa pour ses bureaux (villa qui deviendra en 1963 l'atelier de Raymond Moretti). Il tourne plusieurs films dans le genre exotique mais l'arrivée du cinéma parlant va révéler ses limites de directeur d'acteur.
Après un tournage au Maroc, (Baroud, Love in Morocco) en 1933, il retourne en Californie et se retire du cinéma.
Intéressé par l'Islam dès 1927, il se convertit en 1933 et devient musulman.
Le 21 juillet 1950, à l'âge de 58 ans, il meurt d'une hémorragie cérébrale à Los Angeles, dans le quartier de North Hollywood. Il est enterré au Forest Lawn Memorial Park de Glendale, en Californie.

## Galerie

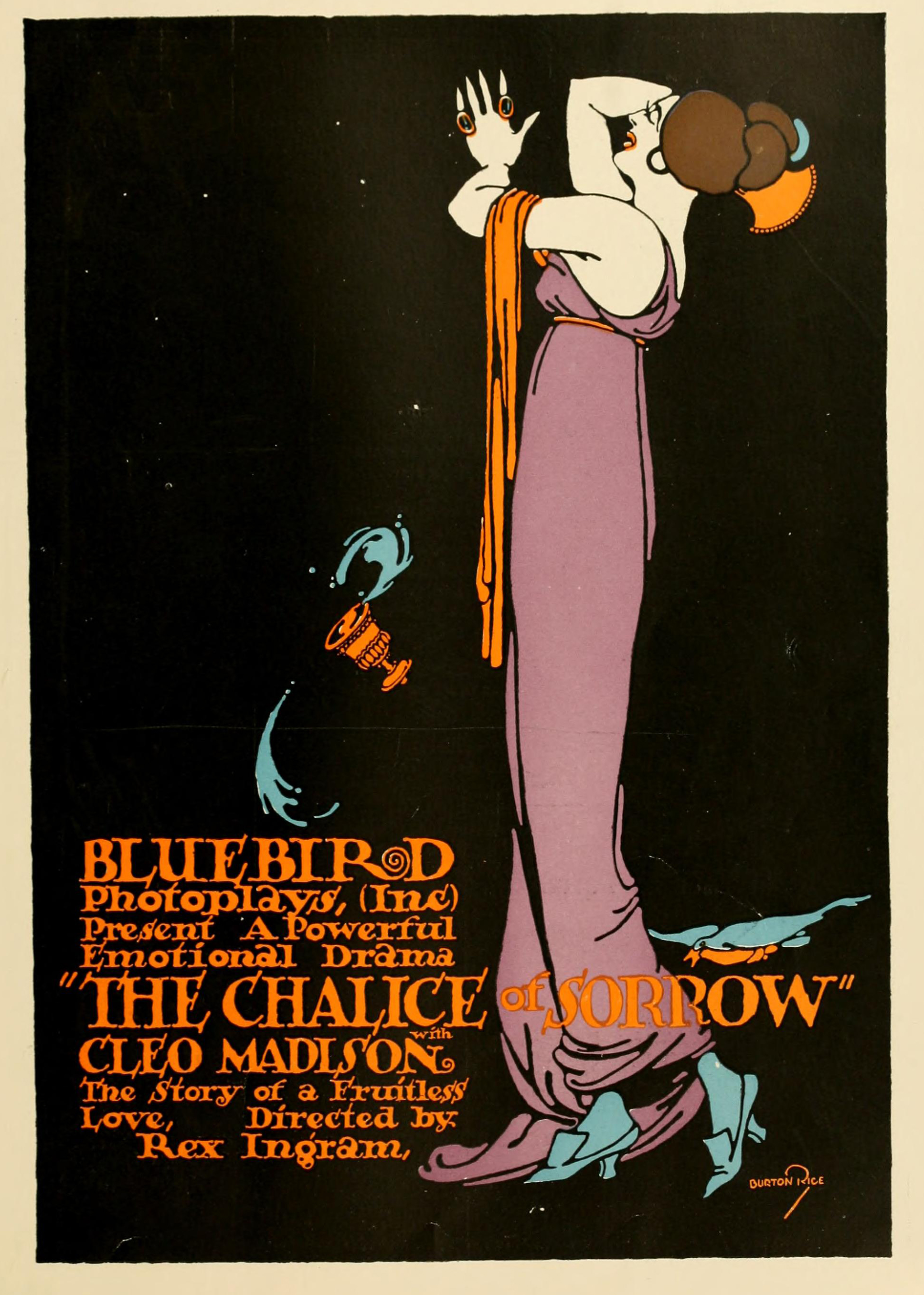
The Chalice of Sorrow (1916) avec Cleo Madison
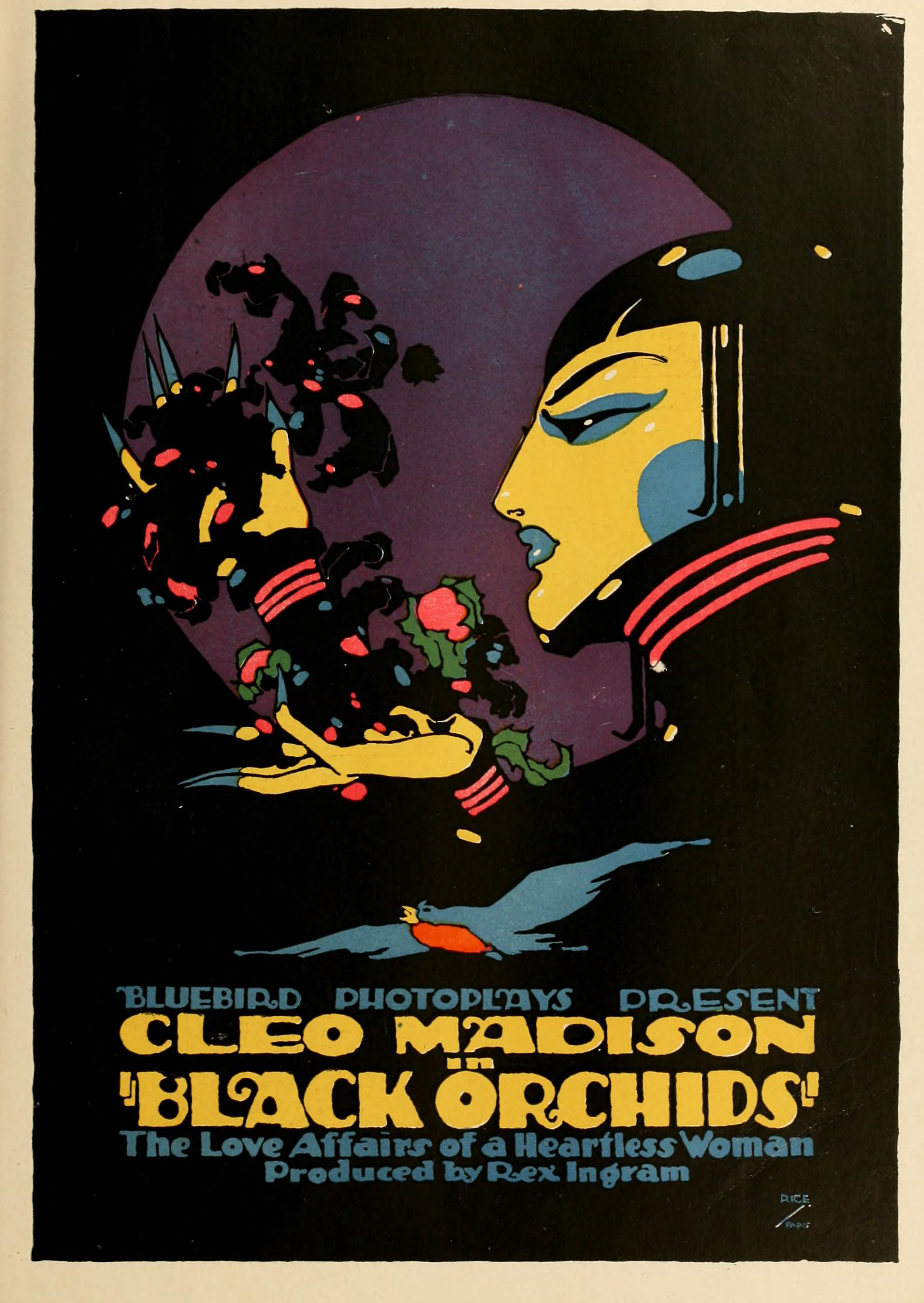
Black Orchids (1917) avec Cleo Madison
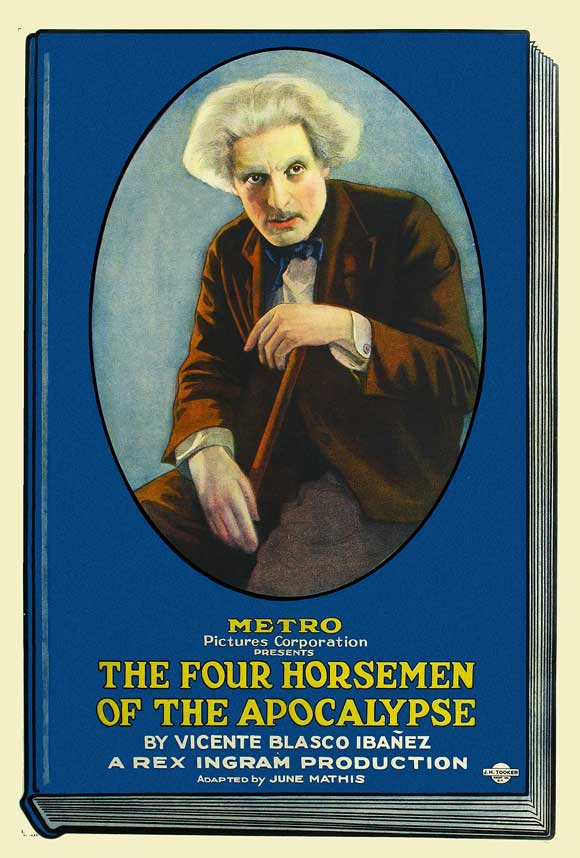
Les Quatre Cavaliers de l'Apocalypse (1921)
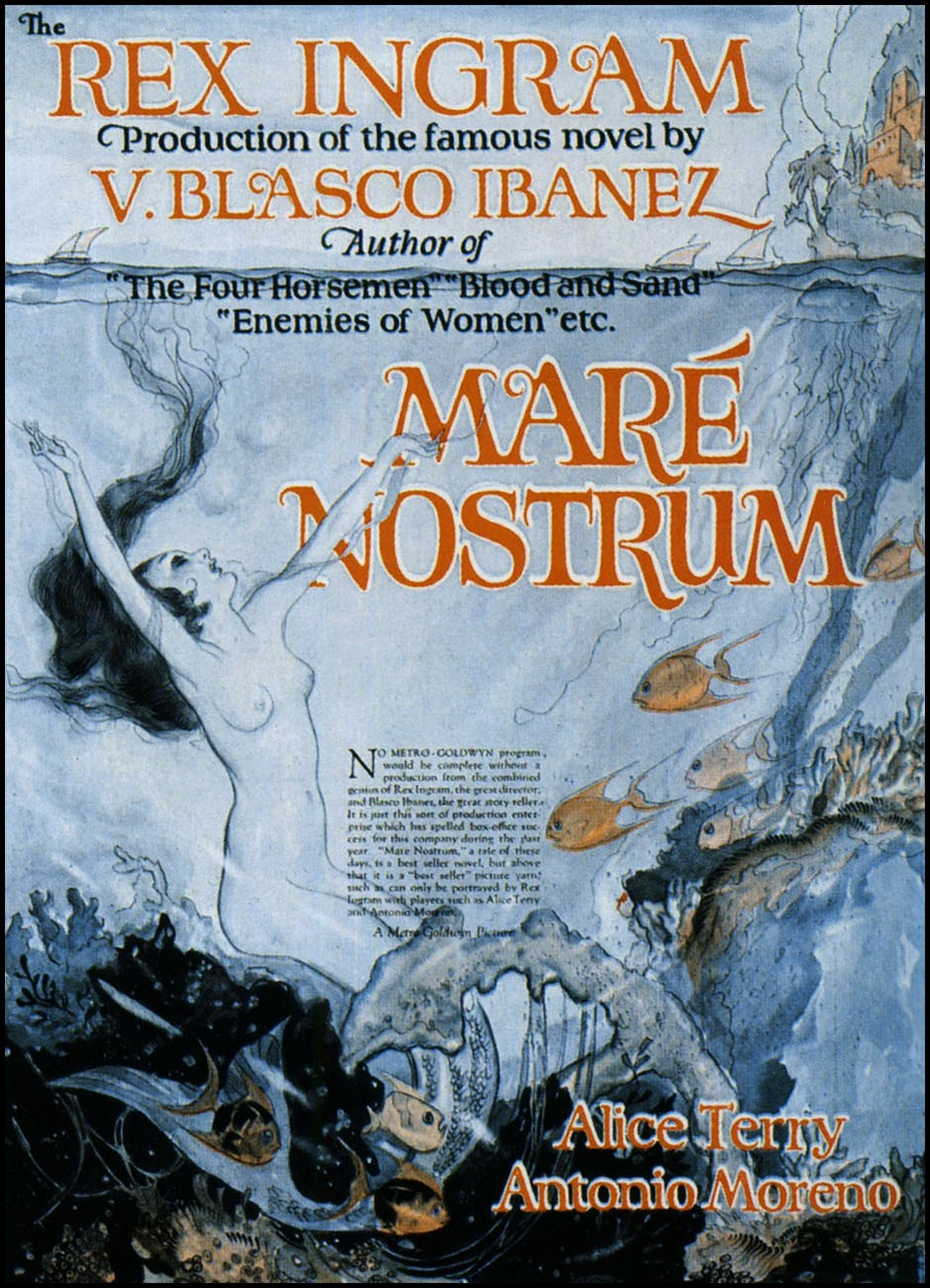
Mare Nostrum, (1926) avec Alice Terry

## Filmographie

Affiche du Magicien.

- 1913 : A Tudor Princess de J. Searle Dawley : Francis - the Dauphin (acteur)
- 1915 : Should a Mother Tell de J. Gordon Edwards (Ingram, scénariste)
- 1916 : The Great Problem
- 1916 : Broken Fetters
- 1916 : The Chalice of Sorrow
- 1917 : Black Orchids
- 1917 : The Reward of The Faithless
- 1917 : The Flower of Doom
- 1917 : Humdrum Brown
- 1918 : Sa robe d'honneur (His Robe of Honour)
- 1919 : The Day She Paid
- 1920 : Shore Acres
- 1920 : Le Bâillon (Under Crimson Skies)
- 1920 : Hearts Are Trumps
- 1921 : Les Quatre Cavaliers de l'Apocalypse (The Four Horsemen of the Apocalypse)
- 1921 : Eugénie Grandet (The Conquering Power) d'après le roman Eugénie Grandet d'Honoré de Balzac.
- 1922 : Le Prisonnier de Zenda (The Prisoner of Zenda)
- 1922 : Le Suprême Rendez-vous (Trifling Women)
- 1922 : Les Bons Larrons (Turn to the Right)
- 1923 : Scaramouche
- 1923 : Le Mirage du bonheur (Where the Pavement Ends)
- 1924 : L'Arabe (The Arab)
- 1926 : Mare Nostrum
- 1926 : Le Magicien (The Magician)
- 1927 : Le Jardin d'Allah (en) (The Garden of Allah)
- 1929 : Les Trois Passions (The Three Passions)
- 1932 : Baroud